# Diphyus palliatorius
Diphyus palliatorius là một loài tò vò trong họ Ichneumonidae.